# Ernest Lawson
Pour les articles homonymes, voir Lawson.
Ernest Lawson, né le 22 mars 1873 à Halifax (Nouvelle-Écosse) et mort le 18 décembre 1939, est un peintre américain, membre du groupe des Huit.

## Jeunesse
Ernest Lawson est né le 22 mars 1873 à Halifax en Nouvelle-Écosse. Il s'installe à Kansas City aux États-Unis en 1888. En 1891, il s'établit à New-York et s'inscrit à la Ligue des étudiants en arts, où il a pour maître John Henry Twachtman, qui l'a initié à l'impressionnisme et a eu une influence centrale pendant ses années de formation.
Il poursuit sa formation avec Twachtman et Julian Alden Weir à Cos Cob dans le Connecticut durant les étés des années 1890. 
Lawson se rend à Paris en 1893 et étudie à l'Académie Julian dans les ateliers de Jean-Joseph Benjamin-Constant et Jean-Paul Laurens. Il peint en plein air dans le sud de la France et à Moret-sur-Loing, où il rencontre Alfred Sisley. 
En 1894, Lawson expose deux peintures au Salon. Pendant son séjour à Paris, Lawson partage un appartement avec l'écrivain Somerset Maugham, qui se serait inspiré de Lawson pour le personnage de Frederick Lawson dans son roman Of Human Bondage (Servitude humaine, 1915).

## Maturité
De retour aux États-Unis en 1896, il épouse  Ella Holman, son ancien professeur d'art au Kansas City Art Institute.  
Lawson commence à développer sa propre esthétique. Il est encouragé par Robert Henri, William Glackens et les autres artistes indépendants avec lesquels il s'est progressivement associé à partir de 1903. Lawson s’installe à Washington Heights dans le Upper Manhattan en 1898. Durant les deux décennies suivantes, son travail porte sur des paysages aux abords de la ville en transition (Fort Tryon Park, Le Fleuve Harlem, Spuyten Duyvil), les champs, les ponts, les bateaux ancrés, les collines couvertes d'arbres et les pentes rocheuses de cette partie encore campagnarde de la métropole. 
Ses peintures représentent des paysages solitaires le plus souvent déserts. Comme d'autres peintres, il travaille sur le motif et se déplace fréquemment à la recherche de nouveaux sujets. Sa recherche le mène en Espagne, dans le New Hampshire, en Nouvelle-Écosse, au Kansas, au Colorado, au Tennessee, au Nouveau-Mexique, dans le Connecticut et en Floride. 
Sa première exposition personnelle a lieu à l'Académie des beaux-arts de Pennsylvanie en 1907 où il obtient un prix pour un paysage hivernal, thème qu'il affectionne particulièrement. 
L'année suivante, il rejoint le groupe d'artistes contestataires qui sera connu sous le nom  du The Eight (« les huit »), dont les membres sont Robert Henri, William James Glackens, John French Sloan, George Luks, Everett Shinn, Arthur Bowen Davies et Maurice Prendergast.

Œuvres d'Ernest Lawson
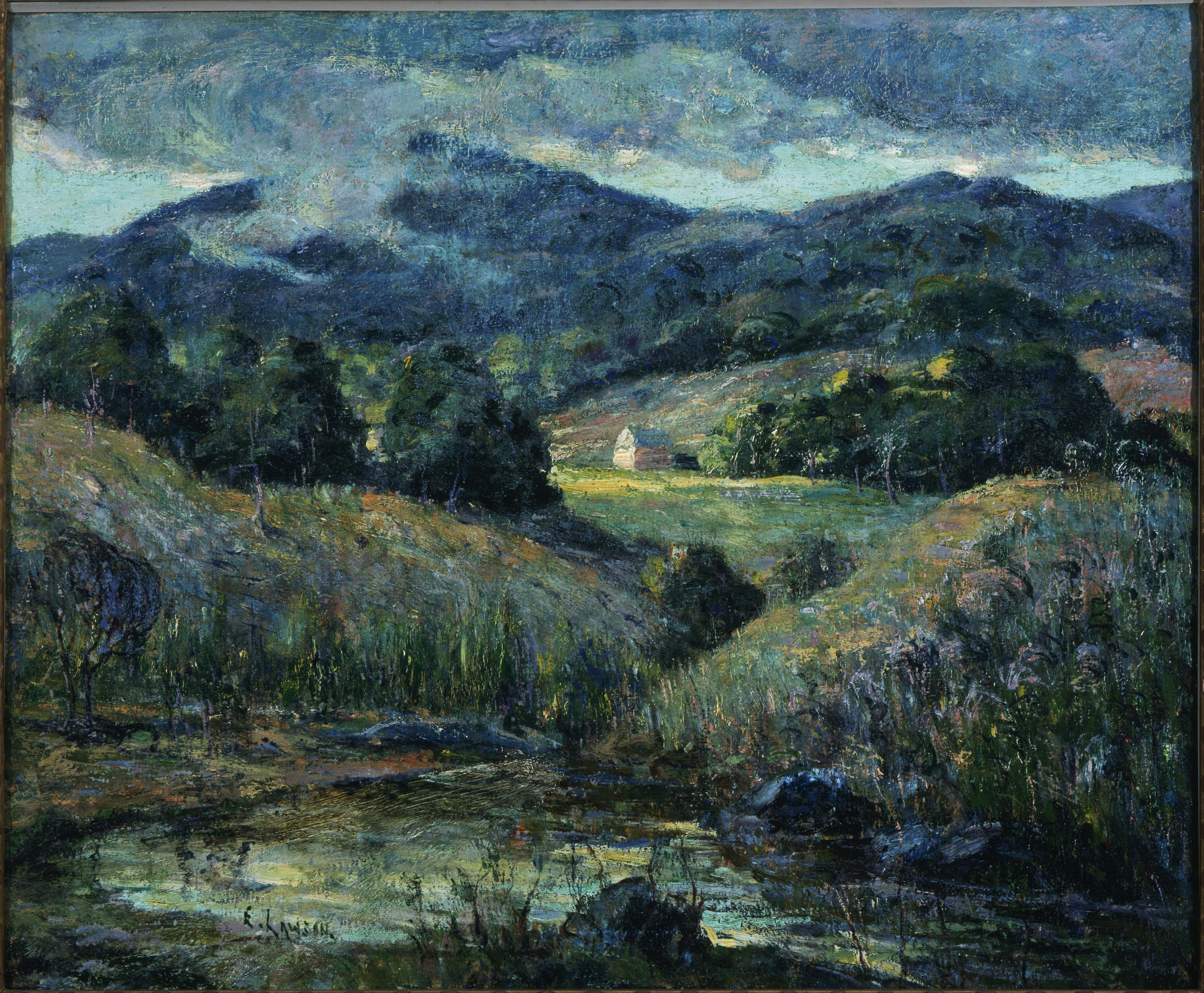
L'Approche de l'orage, Washington, The Phillips Collection.
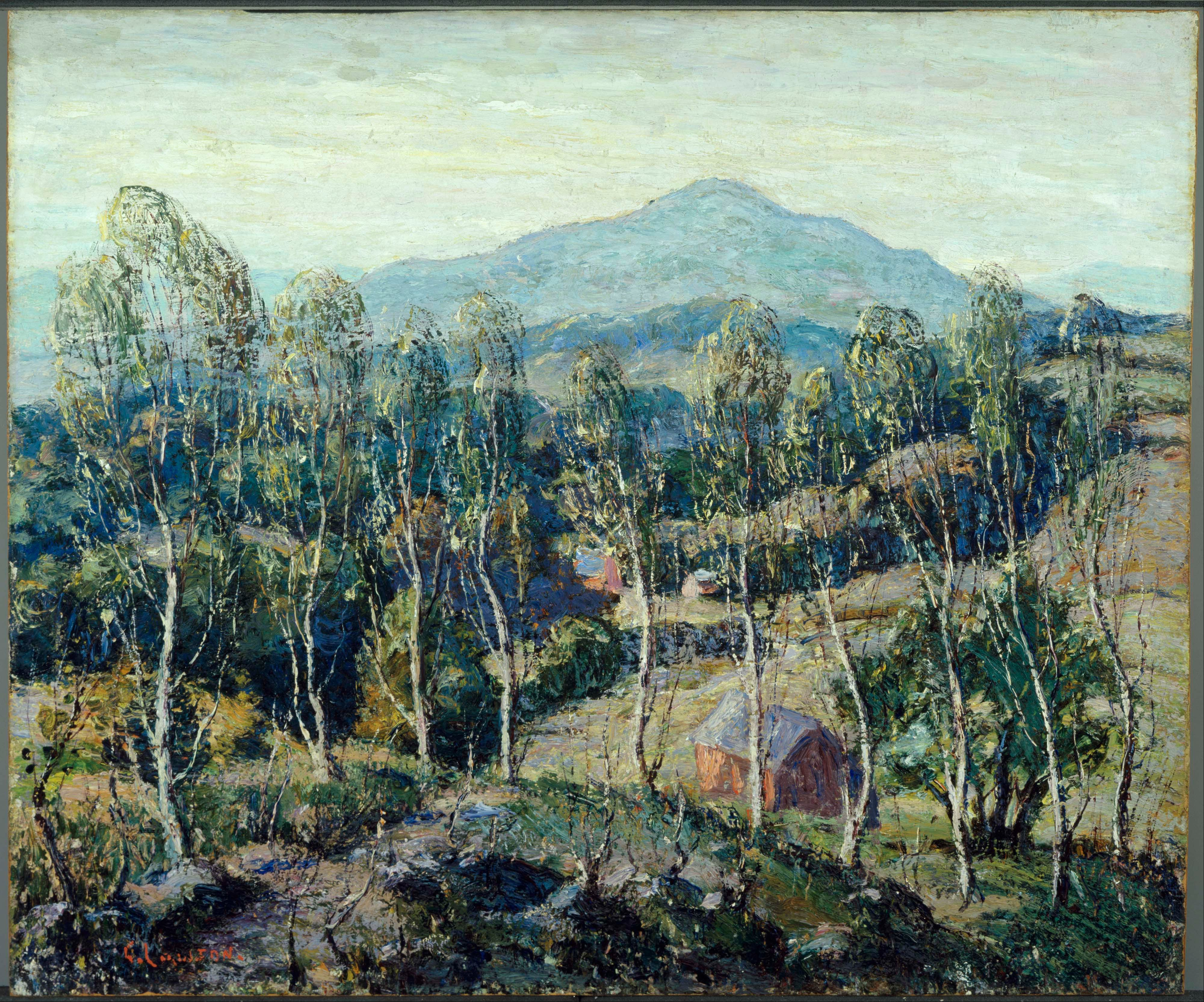
Bouleaux de la Nouvelle-Angleterre, Washington, The Phillips Collection.
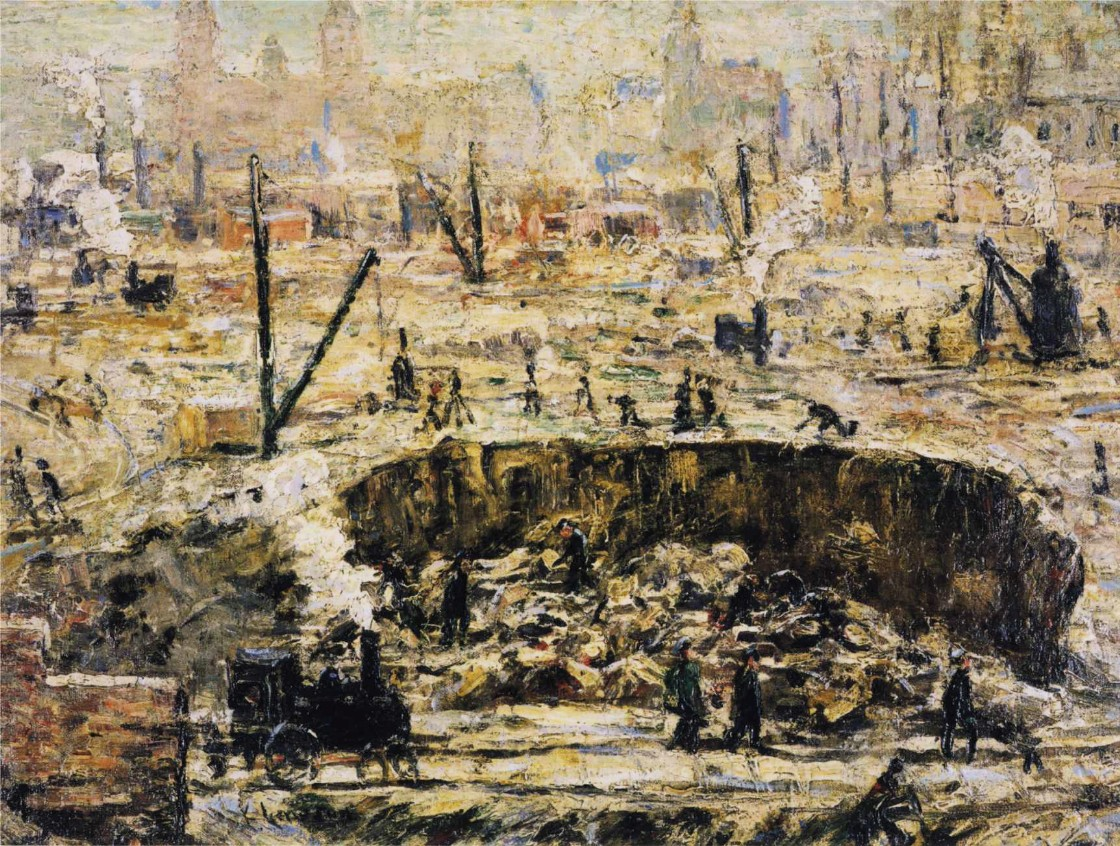
Excavation Penn Station (1906), Minneapolis, Weisman Art Museum.
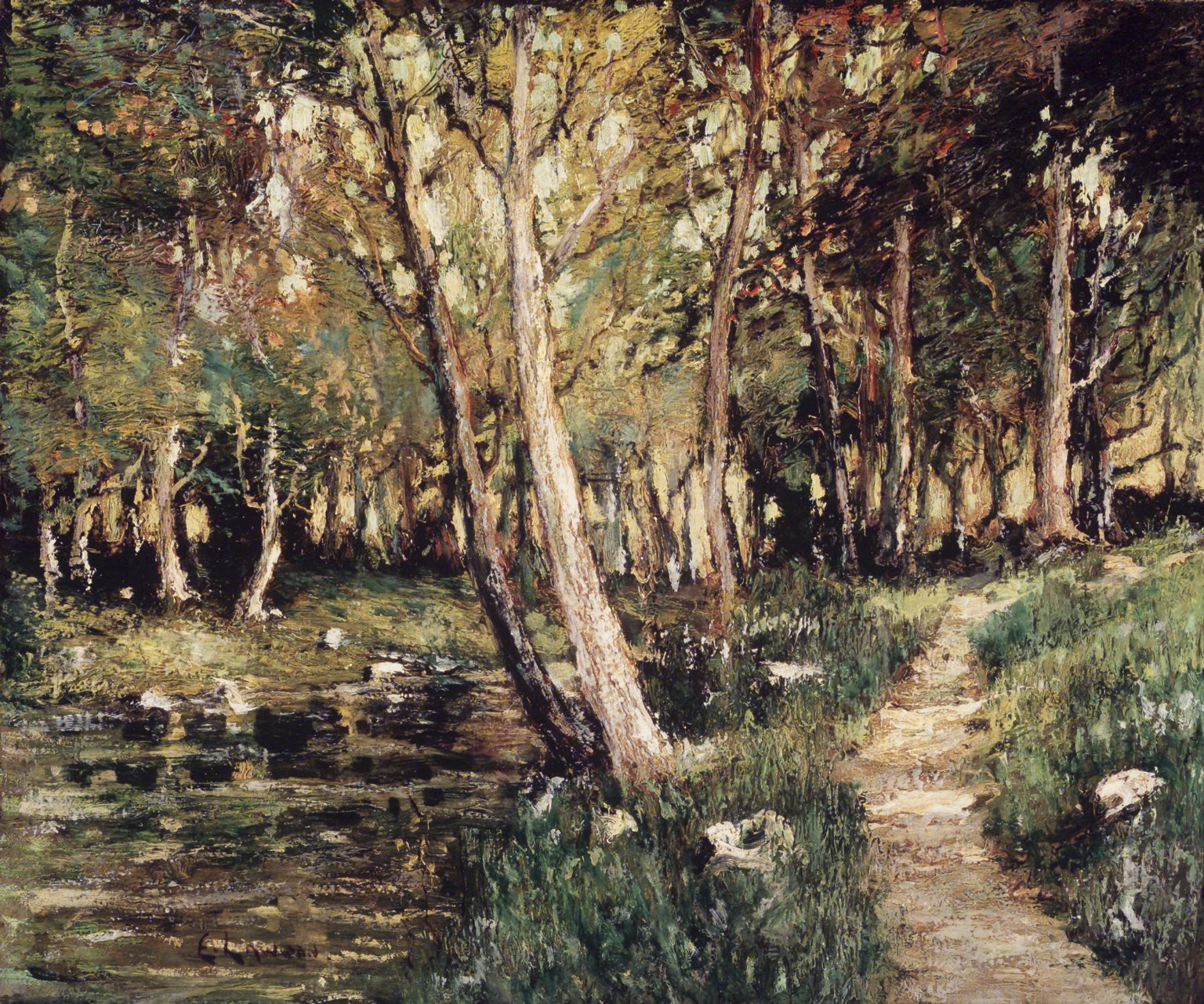
Paysage (vers 1915) New York, Brooklyn Museum.

## Le groupe des Huit
À bien des égards, Ernest Lawson était un rebelle improbable[réf. nécessaire]. Homme doux et affable, il n'avait aucune inclination pour l'auto-promotion ou la peinture réaliste des aspects les plus difficiles de la vie urbaine moderne à la différence des cinq  membres les plus importants du groupe des Huit, (Henri, Glackens, Sloan, Luks et Shinn) tous membres fondateurs de ce que l'on appelait l'école Ash Can School[réf. nécessaire]. 
Contrairement à Henri, Sloan et Luks, il n'avait pas  autour de lui une cour d'adorateurs et personne ne pensait à lui comme à un radical. Il avait plus en commun avec le huitième membre du groupe, Maurice Prendergast, réservé et professionnel. Mais il partageait les préoccupations exprimées par le groupe selon lesquelles le système d'exposition à New York était un système fermé, exclusif, conservateur et peu enclin à l'innovation. 
L'exposition que les Huit ont organisée dans la prestigieuses galerie Macbeth à New York en 1908 a fait parler d'elle. En effet, l'exposition des Huit eut un « succès de scandale ». Si les ventes ne correspondirent pas aux attentes, les peintres sont néanmoins devenus le centre d'intérêt des médias pendant un certain temps. Les goûts conservateurs avaient été confrontés à la nouveauté, et de jeunes artistes se sont rassemblés dans la galerie Macbeth pour admirer une gamme représentative d'art moderne. L'exposition a voyagé ensuite à Chicago et à Boston, où elle a entraîné une plus grande couverture médiatique encore et déclenché une discussion publique sur la direction que l'art américain devrait prendre. Ainsi Lawson et ses amis ont-ils joué un rôle dans un événement culturel important qui a lancé un débat sur la diversité de style et de matière dans l'art américain,. 
En 1909, Lawson a été nommé membre associé de l'Académie américaine de design et est devenu académicien à part entière en 1917. Il a également été membre du Canadian Art Club de 1911 à 1915. Il a bénéficié d'une représentation régulière par des galeries et a remporté de nombreux prix tout au long de sa carrière. Mais rien de tout cela ne s'est traduit par la richesse ou la renommée. Lawson a eu des problèmes financiers toute sa vie et a souffert d'une mauvaise santé dans ses dernières années.
Lawson a participé  à l'Armory Show (exposition d'art internationale) de 1913. Comme beaucoup d'artistes américains de l'époque, il n'était pas prêt à abandonner l'art figuratif pour les nouveaux chemins suggérés par le cubisme, le fauvisme ou le futurisme, mais il était ouvert à la découverte et au post-impressionnisme auquel il avait été exposé en Europe et à New York et admirait Paul Cézanne. 

## Les dernières années
Bien que son travail ait été recherché par les collectionneurs importants des années 1910 et 1920, comme John Quinn, Duncan Phillips, Albert Barnes, créateur de la Fondation Barnes, ou Ferdinand Howald qui a créé la collection moderne du Columbus Museum of Art, Lawson a été concurrencé par les artistes du cercle d'Alfred Stieglitz et autres mouvements.
Il quitte New York pour s'installer à Coral Gables en Floride en 1936. Au cours de ses dernières années, il se concentre principalement sur la peinture des paysages de Floride. Déprimé et souffrant d'arthrite, son corps est découvert sur une plage en 1939 ; d'aucuns se sont demandé si la mort de Lawson avait été un suicide.